# Rivière de l'Ouest (rivière du Nord)
La rivière de l'Ouest est un affluent de la rivière du Nord de la région administratives des Laurentides, au Québec, au Canada. Cette rivière traverse les municipalités régionales de comté de :
- MRC Les Pays-d'en-Haut : municipalité de Wentworth-Nord ;
- MRC d'Argenteuil : municipalités de Wentworth, Brownsburg-Chatham et Lachute.

La rivière de l'ouest coule principalement en zones forestières. Elle passe aussi dans des zones de villégiature : Lac Gustave, Lac La Rivière, village de Saint-Michel-de-Wentworth et le hameau Pine Hill. Le cours de la rivière traverse les villages de Saint-Michel-de-Wentworth, Brownsburg-Chatham et de Lachute.

## Géographie
La source de la rivière de l'ouest est située à l'embouchure du lac Gustave (longueur : 1,2 km ; altitude : 414 km). À partir de cette embouchure, la rivière de l'ouest coule sur 44,9 km selon les segments suivants :
La source de la « rivière de l'Ouest » est située à l'embouchure du Lac Gustave (longueur : 1,2 km ; altitude : 414 km). À partir de cette embouchure, la rivière de l'Ouest coule sur 44,9 km selon les segments suivants :
Cours supérieur de la rivière de l'Ouest (segment de 10,3 km
- 2,1 km vers le sud, jusqu'à une baie de la rive nord-ouest du lac Rainbow d'en Haut ;
- 1,0 km vers le sud-ouest en traversant le lac Rainbow d'en Haut (longueur : 1,3 km ; altitude : 330 km, jusqu'à son embouchure ;
- 1,2 km vers le sud-ouest, jusqu'à la rive nord-est du lac Rainbow ;
- 2,3 km vers le sud-ouest en traversant le lac Rainbow (altitude : 317 km), jusqu'à l'embouchure ;
- 0,5 km vers le sud-ouest, jusqu'à la rive est du lac Rond ;
- 0,8 km vers l'ouest, jusqu'à l'embouchure du lac Rond (altitude : 292 km).

Cours intermédiaire de la rivière de l'ouest (segment de 19,1 km
- 2,4 km vers l'ouest, jusqu'à la limite de la municipalité de Wentworth-Nord ;
- 4,6 km vers le sud-ouest dans Wentworth-Nord en traversant le lac La Rivière (altitude : 272 km) et en longeant le côté sud de la route principale, jusqu'au pont de la route Principale ;
- 2,7 km vers le sud, jusqu'à la limite nord de la municipalité de Brownsburg-Chatham ;
- 2,6 km vers le sud dans Brownsburg-Chatham (secteur Chatham) en longeant le chemin de Saint-Michel, jusqu'au pont de la route 327 ;
- 1,3 km vers le sud en passant dans le hameau Pine Hill et en longeant la route du Nord, jusqu'au pont de la route 327 ;
- 5,5 km vers l'est en formant un détour vers le sud, jusqu'au ruisseau Reardon (venant du nord), lequel se décharge dans un coude de la rivière de l'ouest.

Cours inférieur de la rivière de l'ouest (segment de 15,5 km
- 1,8 km vers l'est, jusqu'à la route 327 ;
- 3,7 km vers le sud-est, jusqu'à la limite du secteur de Brownsburg de la municipalité de Brownsburg-Chatham ;
- 1,5 km vers le sud en traversant le village de Brownsburg-Chatham (secteur Brownsburng), jusqu'à la route 327 ;
- 2,0 km vers le sud, jusqu'à la limite sud de la municipalité de Brownsburg-Chatham (secteur Brownsburg) ;
- 1,4 km vers l'est, en formant une courbe vers le sud pour recueillir la confluence du ruisseau des Vases (venant de l'ouest), jusqu'à la confluence de la rivière Dalesville ;
- 0,4 km vers l'est, en recueillant les eaux du ruisseau Leclair (venant du sud), jusqu'à la confluence de la rivière de l'Est ;
- 2,0 km vers l'est, jusqu'à la limite Ouest de la municipalité de Lachute ;
- 2,7 km vers l'est, en traversant la partie ouest du village de Lachute et en coupant la route 148 en fin de segment, jusqu'à la confluence de la rivière[2].

La rivière de l'Ouest se déverse sur la rive nord-ouest de la rivière du Nord, après le pont de la rue Principale (route 148), au cœur du village de Lachute. Cette confluence est située à 4,5 km en amont du pont de l'autoroute 50 ; et à 8,9 km au nord du Lac Dollard-des-Ormeaux lequel est traversé par la rivière des Outaouais. La rivière de l'Ouest et la rivière du Nord sont les deux cours d'eau qui caractérisent la ville de Lachute.

## Toponymie
Le bassin versant de la rivière du Nord comporte quelques affluents et sous-affluents nommés selon leur orientation cardinale par rapport à leur cours d'eau principale. Cette toponymie cardinale se mélange au caractère ethnocentrique et chrétien de la toponymie régionale.
Le toponyme rivière de l'Ouest a été officialisé le 5 décembre 1968 à la Banque des noms de lieux de la Commission de toponymie du Québec.